# Wahlkomitee (Polen)
Das Wahlkomitee meldet in Polen  Kandidaten für die Wahlen an und ist für deren Wahlkampf zuständig. Es wurde im Wahlsystem für die Parlamentswahl 1991 aufgrund des unzureichenden Parteiensystems eingeführt.
Die Gründung eines Wahlkomitees ist nach der Verkündung der Verordnung von Wahlen möglich. Je nach Wahl sind unterschiedliche Arten vorgesehen. In mehreren Fällen sind zudem Unterstützungsunterschriften vorzulegen.  
| Wahlen                                                                                                   | Wahlkomitees                                                      | Gründungsberechtigung                |
| --- | ----------------------------------------------------------------- | ------------------------------------ |
| Sejm Senat Europäisches Parlament                                                                        | Komitet wyborczy partii politycznej (KW) Wahlkomitee              | Politische Partei                    |
| Sejm Senat Europäisches Parlament                                                                        | Koalicyjny komitet wyborczy (KKW) Wahlbündnis                     | Politische Parteien                  |
| Sejm Senat Europäisches Parlament                                                                        | Komitet wyborczy wyborców (KWW) Wählerwahlkomitee                 | mindestens 15 wahlberechtigte Bürger |
| Staatspräsident                                                                                          | Komitet wyborczy wyborców (KWW) Wählerwahlkomitee                 | mindestens 15 wahlberechtigte Bürger |
| Sejmiks Kreistage Gemeinderäte Warschauer Stadtteilräte Gemeindevorsteher Bürgermeister Stadtpräsidenten | Komitet wyborczy partii politycznej (KW) Wahlkomitee              | Politische Partei                    |
| Sejmiks Kreistage Gemeinderäte Warschauer Stadtteilräte Gemeindevorsteher Bürgermeister Stadtpräsidenten | Koalicyjny komitet wyborczy (KKW) Wahlbündnis                     | Politische Parteien                  |
| Sejmiks Kreistage Gemeinderäte Warschauer Stadtteilräte Gemeindevorsteher Bürgermeister Stadtpräsidenten | Komitet wyborczy wyborców (KWW) Wählerwahlkomitee                 | mindestens 15 wahlberechtigte Bürger |
| Sejmiks Kreistage Gemeinderäte Warschauer Stadtteilräte Gemeindevorsteher Bürgermeister Stadtpräsidenten | Komitet Wyborczy Organizacji (KWO) Wahlkomitee einer Organisation | Zivilorganisation oder Vereinigung   |

Das Wählerwahlkomitee ist formell parteilos, kann jedoch von Parteimitgliedern gegründet werden.
Bei den Sejmwahlen gilt für Wahlbündnisse eine erhöhte Sperrklausel von 8 %, Wählerwahlkomitees erhalten danach keine  staatliche Parteienfinanzierung.